# Parc provincial de la Baie-Kinwow
Le parc provincial de la Baie-Kinwow (anglais : Kinwow Bay Provincial Park) est un parc provincial su Manitoba (Canada). Cette aire protégée de 84 km2 a été créé en 2015 ans le but de protéger des marais adjacent au lac Winnipeg.

## Flore et faune
Le parc contient des marais de bouleaux et de saules en bordure du lac Winnipeg. L'arrière pays est plutôt composé de tourbière d'épinette noire, de bosquet de mélèze laricin et muskeg. La faune du parc comprend l'orignal, l'ours noir, le castor du Canada et le rat musqué.